# FIBA Europe Cup Final MVP
Il FIBA Europe Cup Final MVP, noto in precedenza come Final Four MVP, è il premio conferito dalla FIBA Europe Cup al miglior giocatore delle finali. Il premio è stato assegnato nel 2016 per la prima edizione della competizione e poi ripristinato nel 2021 dove il premio viene assegnato al miglior giocatore della finals.

## Vincitori

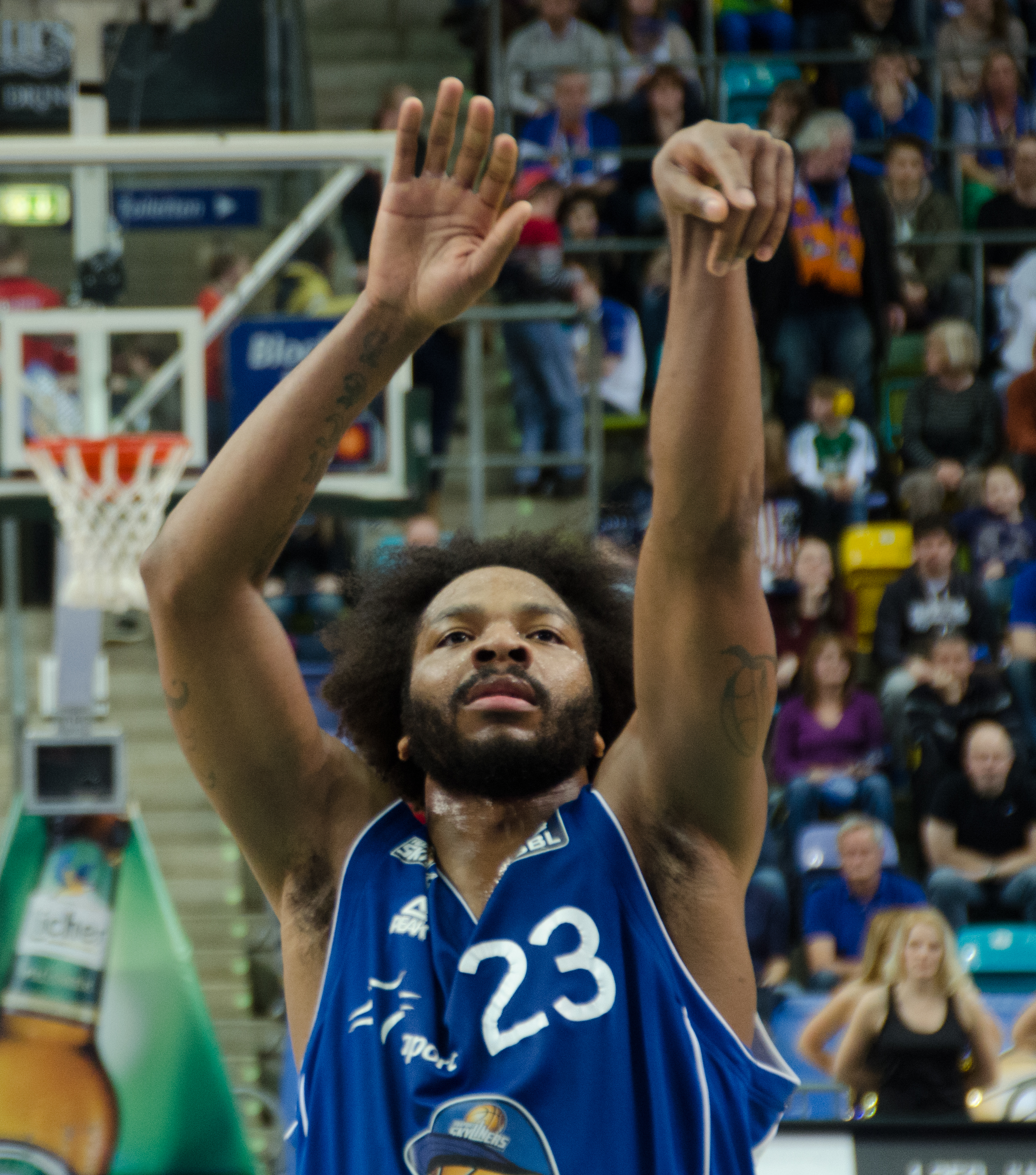
Quantez Robertson, vincitore nel 2016.

| Stagione  | Nazionalità | Giocatore         | Squadra           |
| --------- | ----------- | ----------------- | ----------------- |
| 2015-2016 | Stati Uniti | Quantez Robertson | Skyl. Francoforte |
| 2020-2021 | Stati Uniti | Wayne Selden      | Ironi Nes Ziona   |
| 2021-2022 | Stati Uniti | Jamar Smith       | Bahçeşehir Koleji |
| 2022-2023 | Stati Uniti | Phil Greene       | Włocławek         |
| 2023-2024 | Canada      | Kaza Kajami-Keane | Niners Chemnitz   |